# Ministerstwo Żeglugi (1947–1957)
Ministerstwo Żeglugi (1947–1957) – polskie ministerstwo istniejące w latach 1947–1957, powołane w celu kierowania i zarządzania całokształtem spraw związanych z polityka morską. Minister był członkiem Rady Ministrów. 

## Powołanie urzędu
Na podstawie dekretu z 1947 r. o zmianach organizacji i zakresie działania naczelnych władz administracyjnych ustanowiono urząd Ministra Żeglugi w wyniku przekształcenia urzędu Ministra Żeglugi i Handlu Zagranicznego.

## Ministrowie
- Adam Rapacki (1947–1950)
- Mieczysław Popiel (1950–1956)
- Stanisław Darski (1956–1957)

## Zakres działania urzędu
Do zakresu działania urzędu należały sprawy:
- żeglugi morskiej;
- administracji morskiej;
- portów i przystani morskich, jak również urządzeń portowych i nabrzeża morskiego;
- przeładunku portowego;
- nadzoru nad urządzeniami żeglugi, portów i rybołówstwa wymagających dozoru technicznego;
- rybołówstwa morskiego;
- przemysłu okrętowego, morskiej floty handlowej i rybackiej;
- przedsiębiorstw żeglugowych, portowych i połowów morskich oraz  przedsiębiorstw usługowych związanych bezpośrednio z żeglugą i  rybołówstwem morskim;
- wyznaczanie i wysyłanie za granicę przedstawicieli w sprawach, które wchodzą w zakres działania Ministra Żeglugi oraz zawieranie umów międzynarodowych w tych sprawach;
- morskiego szkolenia zawodowego przy współudziale władz zainteresowanych.

## Zniesienie urzędu
Na podstawie Ustawy z 1957 r. o utworzeniu urzędu Ministra Żeglugi i Gospodarki Wodnej zniesiono urząd Ministra Żeglugi.